# Walt Disney World Dolphin & Swan

Walt Disney World Dolphin & Swan est un ensemble de deux hôtels situé entre les parcs Epcot et Disney's Hollywood Studios à Walt Disney World Resort en Floride. Ils possèdent une architecture similaire due à l'américain Michael Graves aussi responsable du Disney's Hotel New York à Disneyland Paris. Les deux hôtels ont ouvert à la fin des années 1980 et sont situés autour d'une baie du Crescent Lake. 

Logo du Disney-Dolphin&Swan

## Le complexe

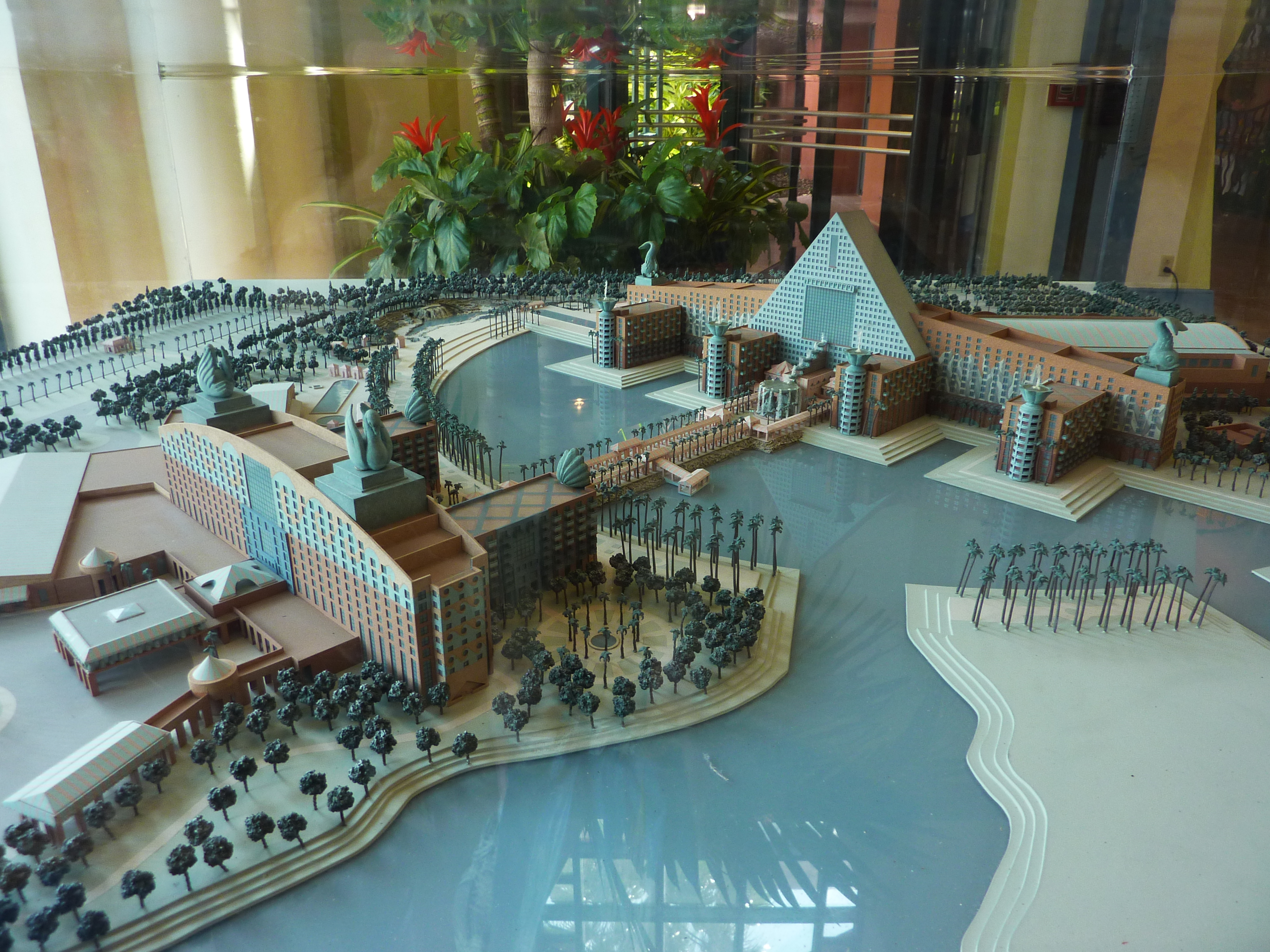
Maquette de l'ensemble du complexe, exposée dans le hall du Dolphin.

Les deux hôtels sont situés sur un terrain appartenant à Disney mais sont gérés par Sheraton (pour le Dolphin) et Westin (pour le Swan) regroupés sous la société Starwood Hotels & Resorts Worldwide. Ils sont plus proches par de nombreux points des hôtels Disney que ne le sont les hôtels partenaires. Voici quelques-uns des points : 
- L'architecture est un élément fort de l'hôtel
- Ils sont situés à proximité des parcs
- Ils sont desservis par le système Disney Transport et les ferrys
- Ils sont mentionnés et documentés dans les brochures Disney avec les hôtels Disney et non dans la section "partenaire"

Les deux hôtels ont une architecture comparable basée sur la Floride. Des couleurs vives et chaudes rappellent l'État ensoleillé et où l'on cultive beaucoup de fruits tout en profitant de très longues côtes maritimes. Ils sont disposés face à face, opposant l'un à l'autre leurs ailes respectives dans l'eau du lagon. Un passage coupe le lagon de forme semi-circulaire en deux et relie les deux hôtels. Ce passage crée un axe de symétrie augmenté par la forme triangulaire du corps central du Dolphin et les ailes réparties de chaque côté de l'axe.
Les deux hôtels ont été profondément rénovés en 2003 et le Dolphin a vu son centre de congrès être agrandi.
Le 6 décembre 2016, les hôtels annoncent la rénovation des espaces d'accueil pour 12 millions d'USD qui doit s'achever en 2017, phase finale d'un projet de rénovation de 140 millions. Le 20 octobre 2017, Walt Disney World Dolphin & Swan dépose un permis pour ajouter une tour de 350 chambres au complexe hôtelier. Le 10 septembre 2018, le complexe annonce la construction d'une tour de 14 étages et 349 chambres principalement accès pour la clientèle d'entreprises,.

### La zone de loisirs commune
Les deux hôtels partagent une zone de loisirs commune à l'ouest des deux hôtels le long du lagon. Elle comprend :
- la Grotto Pool une piscine à entrée de profondeur zéro et ayant une forme de lac enjambé par deux ponts, avec un toboggan, des solariums.
- une plage située en bordure du lagon avec la possibilité de pratiquer le beach-volley
- une location de pédalo en forme de cygne
- une aire de jeux pour les enfants

De l'autre côté d'un boulevard reliant les hôtels et longeant la zone de loisirs se trouvent
- quatre terrains de tennis
- le mini-golf Fantasia Gardens

## Walt Disney World Dolphin
Il a ouvert en 1989 et est situé au nord du lagon. C'est le plus grand des deux avec 1509 chambres et un bâtiment central de 27 étages en forme triangulaire et deux ailes latérales de 9 étages et quatre ailes de 7 étages en devant. Sur les côtés du bâtiment central se trouvent deux dauphins stylisés (plus proche du thon) de 17 m de haut avec la queue en l'air.

## Walt Disney World Swan
Il a ouvert en 1989 et est situé au sud du lagon. C'est le plus petit des deux avec 758 chambres et un bâtiment central de 12 étages de forme légèrement arrondie et deux ailes de 7 étages en devant. Sur les côtés du bâtiment central se trouvent deux cygnes de 14 m de haut les ailes repliées.